# Цихлазома Меека
Цихлазома Меека, або маскова цихлазома (Thorichthys meeki) — акваріумна риба родини цихлових. Вид названий на честь американського іхтіолога Сета Юджина Мека.

## Походження
Ця цихліда була привезена в Європу у 1933 році з Центральної Америки з півострова Юкатан. Потрапивши в Європу, вона швидко набрала популярність і була разповсюджена в акваріумістів.

## Характеристика
У природі вона сягає 17 см завдовжки. У акваріумах окремі дорослі особи сягають до 10 — 12 см. Риба має клиноподібну, подовжену морду. Кінці плавників і вся нижня частина тіла, включаючи зяброві кришки, яскраво забарвлені всіма відтінками червоного кольору. На нижній частини зябрової кришки на світло-червоному полі існує чорна пляма, облямована золотом. Спина і боки — світло-сірі з темними смугами.
Статевий диморфізм виражений у розмірах, забарвленню і формі спинного і анального плавників. Самки менші та блідіші самців, їхні плавники мають округлу по краям форму, а самці — великі, масивні, їхній плавники загострені та подовженні, а по забарвленню вони значно яскравіші, особливо в період нересту.

## Утримання
Акваріум завдовжки 80 см з ґрунтом і з камінням, укладених у виді укриття. Слід зважити, щоб для кожної риби має бути своє укриття. Обов'язковий зовнішній або внутрішній фільтр, нагрівач (бажано з терморегулятором), який повинен підтримувати температуру близько 24-27 °C, хоча риби можуть спокійно витримувати її пониження до 18 °C, але це небажано. Ці рибки погано переносять забруднення води, тому потрібно щотижня підмінювати 30-35 % об'єму води. Тримаються скритно серед водних рослин, але з часом звикають і можуть випливати на пропонований корм. Риби всеїдні, їдять мотиль, коретру, трубочник, дощових червів.

## Розмноження
Статевої зрілості риби сягають зазвичай у віці близько восьми місяців, іноді — до року. Ікру відкладають на плоский камінь або уламок квіткового горщика. Незапліднену ікру батьки зазвичай з'їдають відразу після її появи. Про ікру дбають двоє батьків, почергово змінюючи один одного. Самка вентилює кладку плавниками, створюючи циркуляцию води навколо ікринок, що збагачує їх киснем, а самець «патрулює» навколо, забезпечуючи безпеку. Після вилуплювання личинок, переносять в інше, більш безпечне на їхню думку місце. Інкубація ікри триває 3-6 діб у залежності від температури, а ще через 4-5 діб мальок починає плавати під наглядом батьків.

## Гібридізація
Утворюють гібриди з цихлазомами чорнополосим, золотими і сизими, тому їх не рекомендується тримати разом. При інбридінгу схильні до виродження.